# Fontana del Tritone

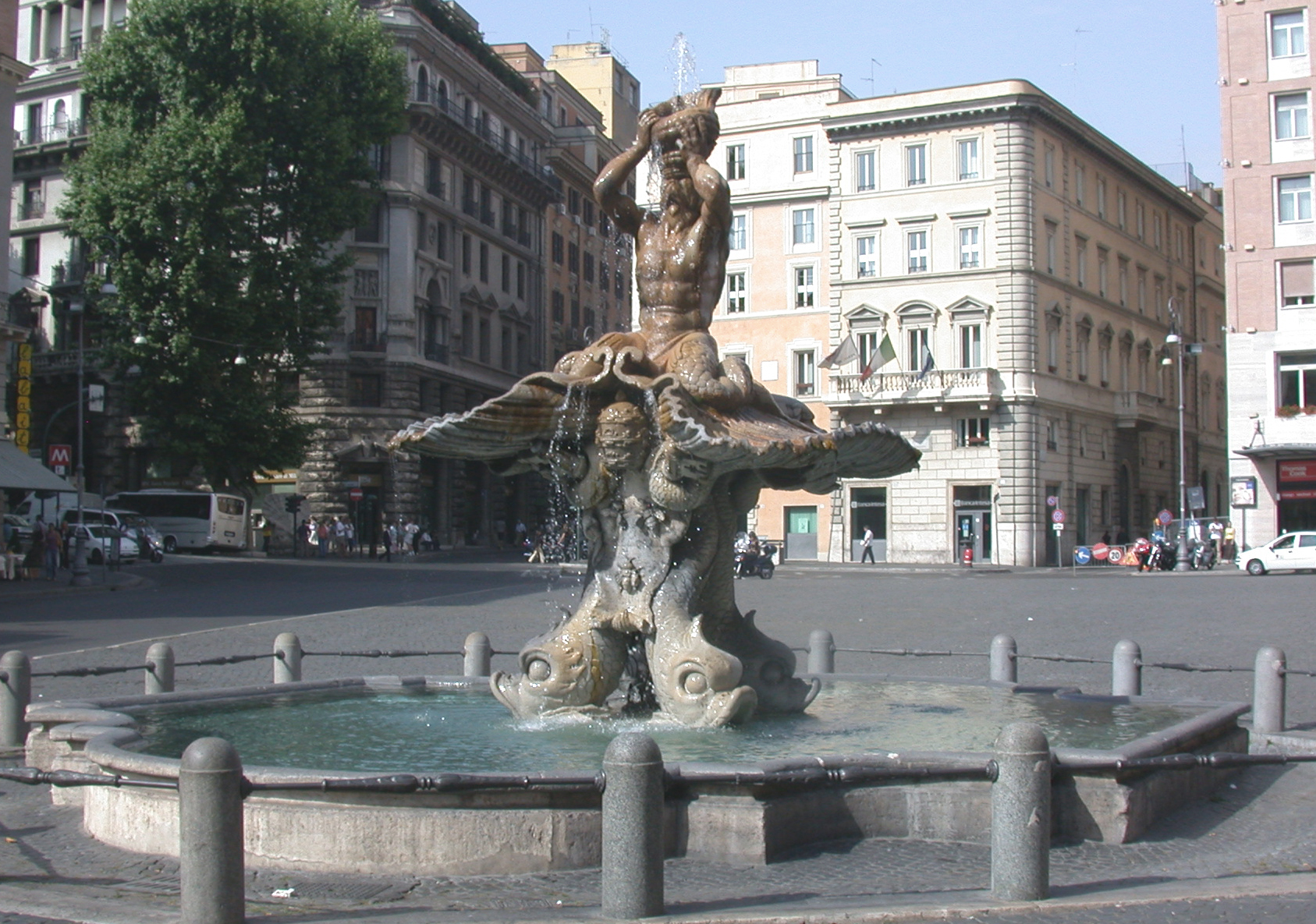
Fontana del Tritone

De Fontana del Tritone is een fontein op het Piazza Barberini in Rome (Italië). Hij werd tussen 1642 en 1643 gebouwd door Gian Lorenzo Bernini.
Bernini maakte deze fontein in opdracht van paus Urbanus VIII, nadat hij het naastgelegen Palazzo Barberini had aangekocht.
De fontein bestaat uit een gespierde triton die op een enorme schelp zit. De triton blaast op een tritonshoorn (trompetschelp) waar een waterstraal uitkomt. Dit was de eerste fontein van Bernini waarbij de architectonische elementen werden weggelaten en vervangen door vier dolfijnen die de schelp waar de triton op zit omhooghouden.